# NGC 1183
NGC 1183 — звезда в созвездии Персей. Открыта Гийомом Биругданом в 1884 году. Описание Дрейера: «звезда 13-й величины, включена в туманность».
Этот объект входит в число перечисленных в оригинальной редакции «Нового общего каталога».